# Kenteq
Kenteq was een Nederlandse non-profitorganisatie door het ministerie van Onderwijs, Cultuur en Wetenschap aangewezen als Kenniscentrum voor Beroepsonderwijs en Bedrijfsleven voor de technische sectoren. Dit is gebaseerd op de Wet educatie en beroepsonderwijs.

## Wet educatie en beroepsonderwijs
De Wet educatie en beroepsonderwijs (WEB) en de daarmee samenhangende bekostiging door het Ministerie van OCW bepalen de wettelijke taken van Kenteq voor het middelbaar beroepsonderwijs. Deze wettelijke taken zijn, samengevat: 
- Het ontwikkelen en onderhouden van een landelijke kwalificatiestructuur, gericht op de aansluiting tussen het aanbod van beroepsonderwijs en de maatschappelijke behoefte daaraan.
- Zorgen voor voldoende kwalitatieve leerbedrijven die de beroepspraktijkvorming verzorgen.
- Het bevorderen van de kwaliteit van de leerplaatsen waar beroepspraktijkvorming wordt verzorgd.
- Het ontwikkelen van voorstellen over welke beroepsopleidingen voor een rijksbijdrage in aanmerking zouden moeten komen.

## Technisch vakmanschap
Kenteq richtte zich op de 140 beroepen in de metaal en werktuigbouw, in de elektro- en installatietechniek en in de mechatronica. SBB heeft deze taak overgenomen.